# Drusenheim
Drusenheim (prononcer [dʁyzənaim]  ou [dʁuzənaim]) est une commune française située dans la circonscription administrative du Bas-Rhin et, depuis le 1er janvier 2021, dans le territoire de la Collectivité européenne d'Alsace, en région Grand Est.
Cette commune se trouve dans la région historique et culturelle d'Alsace.

## Géographie
La commune, située le long du Rhin, en aval de Strasbourg, est baignée par la Moder.
| Schirrhein                      | Soufflenheim | Sessenheim                                                                              |
| Oberhoffen-sur-Moder Rohrwiller | Drusenheim   | Dalhunden                                                                               |
| Herrlisheim                     | Offendorf    | Le Rhin Rheinmünster Bade-Wurtemberg ( Allemagne) Lichtenau Bade-Wurtemberg (Allemagne) |

### Hydrographie

#### Réseau hydrographique
La commune est dans le bassin versant du Rhin au sein du bassin Rhin-Meuse. Elle est drainée par le Rhin, la Moder, le ruisseau le Landgraben et le ruisseau Landgraben,.
Le Rhin, long de 1 233 km est le plus long fleuve se déversant dans la mer du Nord et de l'une des voies navigables les plus fréquentées du monde. Il traverse la Suisse, l'Autriche, l'Allemagne et les Pays-Bas et marque la frontière entre l'Allemagne et la France.
La Moder, d'une longueur de 82 km, prend sa source dans la commune de Zittersheim et se jette  dans le Rhin en rive gauche à Beinheim, après avoir traversé 29 communes. Les caractéristiques hydrologiques de la Moder sont données par la station hydrologique située sur la commune. Le débit moyen mensuel est de 9,4 m3/s. Le débit moyen journalier maximum est de 83,6 m3/s, atteint lors de la crue du 10 décembre 2010. Le débit instantané maximal est quant à lui de 90,8 m3/s, atteint le même jour.
Le Landgraben, d'une longueur de 41 km, prend sa source dans la commune de Berstett et se jette  dans la Moder à Dalhunden, après avoir traversé onze communes.

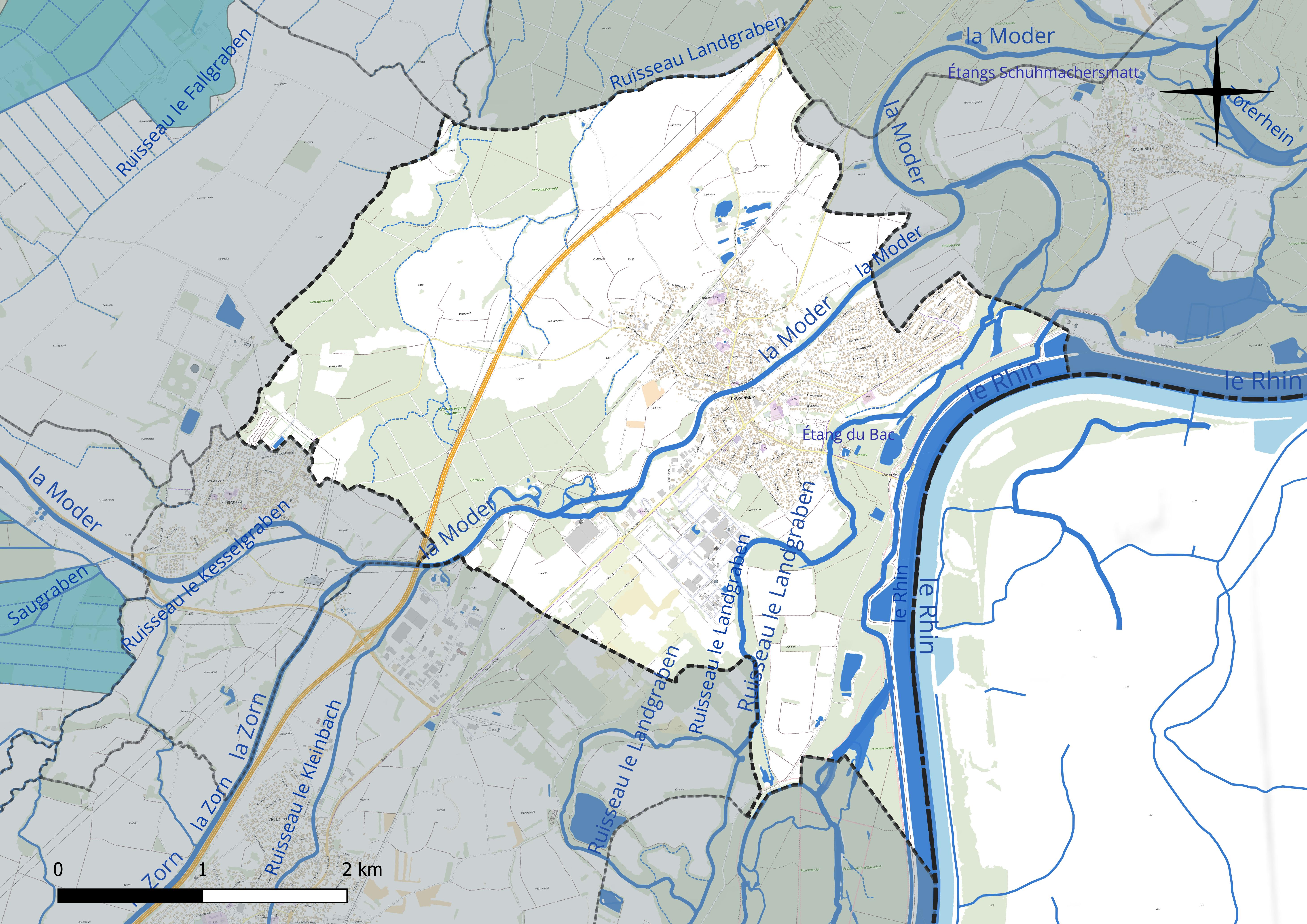
Réseau hydrographique de Drusenheim.

Un plan d'eau complète le réseau hydrographique : l'étang du Bac (3 ha),.

#### Gestion et qualité des eaux
Le territoire communal est couvert par le schéma d'aménagement et de gestion des eaux (SAGE) « Ill Nappe Rhin ». Ce document de planification concerne la nappe phréatique rhénane, les cours d'eau de la plaine d'Alsace et du piémont oriental du Sundgau, les canaux situés entre l'Ill et le Rhin et les zones humides de la plaine d'Alsace. Le périmètre s’étend sur 3 596 km2. Il a été approuvé le 17 janvier 2005. La structure porteuse de l'élaboration et de la mise en œuvre est la région Grand Est.
La qualité des cours d’eau peut être consultée sur un site dédié géré par les agences de l’eau et l’Agence française pour la biodiversité.

### Climat
Pour des articles plus généraux, voir Climat du Grand Est et Climat du Bas-Rhin.
En 2010, le climat de la commune est de type climat des marges montargnardes, selon une étude du Centre national de la recherche scientifique s'appuyant sur une série de données couvrant la période 1971-2000. En 2020, Météo-France publie une typologie des climats de la France métropolitaine dans laquelle la commune est exposée à un climat semi-continental et est dans la région climatique Alsace, caractérisée par une pluviométrie faible, particulièrement en automne et en hiver, un été chaud et bien ensoleillé, une humidité de l’air basse au printemps et en été, des vents faibles et des brouillards fréquents en automne (25 à 30 jours).
Pour la période 1971-2000, la température annuelle moyenne est de 10,7 °C, avec une amplitude thermique annuelle de 17,9 °C. Le cumul annuel moyen de précipitations est de 819 mm, avec 10,2 jours de précipitations en janvier et 10,1 jours en juillet. Pour la période 1991-2020, la température moyenne annuelle observée sur la station météorologique de Météo-France la plus proche, « Preuschdorf », sur la commune de Preuschdorf à 23 km à vol d'oiseau, est de 11,3 °C et le cumul annuel moyen de précipitations est de 834,2 mm. 
La température maximale relevée sur cette station est de 39,8 °C, atteinte le 4 juillet 2015 ; la température minimale est de −19,9 °C, atteinte le 8 janvier 1985,,.
Les paramètres climatiques de la commune ont été estimés pour le milieu du siècle (2041-2070) selon différents scénarios d'émission de gaz à effet de serre à partir des nouvelles projections climatiques de référence DRIAS-2020. Ils sont consultables sur un site dédié publié par Météo-France en novembre 2022.

## Urbanisme

### Typologie
Au 1er janvier 2024, Drusenheim est catégorisée comme étant une petite ville, selon la nouvelle grille communale de densité à sept niveaux définie par l'Insee en 2022.
Elle appartient à l'unité urbaine de Drusenheim, une unité urbaine monocommunale constituant une ville isolée,. Par ailleurs la commune fait partie de l'aire d'attraction de Strasbourg (partie française), dont elle est une commune de la couronne,. Cette aire, qui regroupe 268 communes, est catégorisée dans les aires de 700 000 habitants ou plus (hors Paris),.

### Occupation des sols
L'occupation des sols de la commune, telle qu'elle ressort de la base de données européenne d’occupation biophysique des sols Corine Land Cover (CLC), est marquée par l'importance des territoires agricoles (44,1 % en 2018), en diminution par rapport à 1990 (46,3 %). La répartition détaillée en 2018 est la suivante : 
terres arables (37,8 %), forêts (29,3 %), zones urbanisées (12,9 %), zones agricoles hétérogènes (6,3 %), eaux continentales (5 %), zones industrielles ou commerciales et réseaux de communication (3,8 %), mines, décharges et chantiers (3,7 %), milieux à végétation arbustive et/ou herbacée (1,1 %). L'évolution de l’occupation des sols de la commune et de ses infrastructures peut être observée sur les différentes représentations cartographiques du territoire : la carte de Cassini (XVIIIe siècle), la carte d'état-major (1820-1866) et les cartes ou photos aériennes de l'IGN pour la période actuelle (1950 à aujourd'hui).

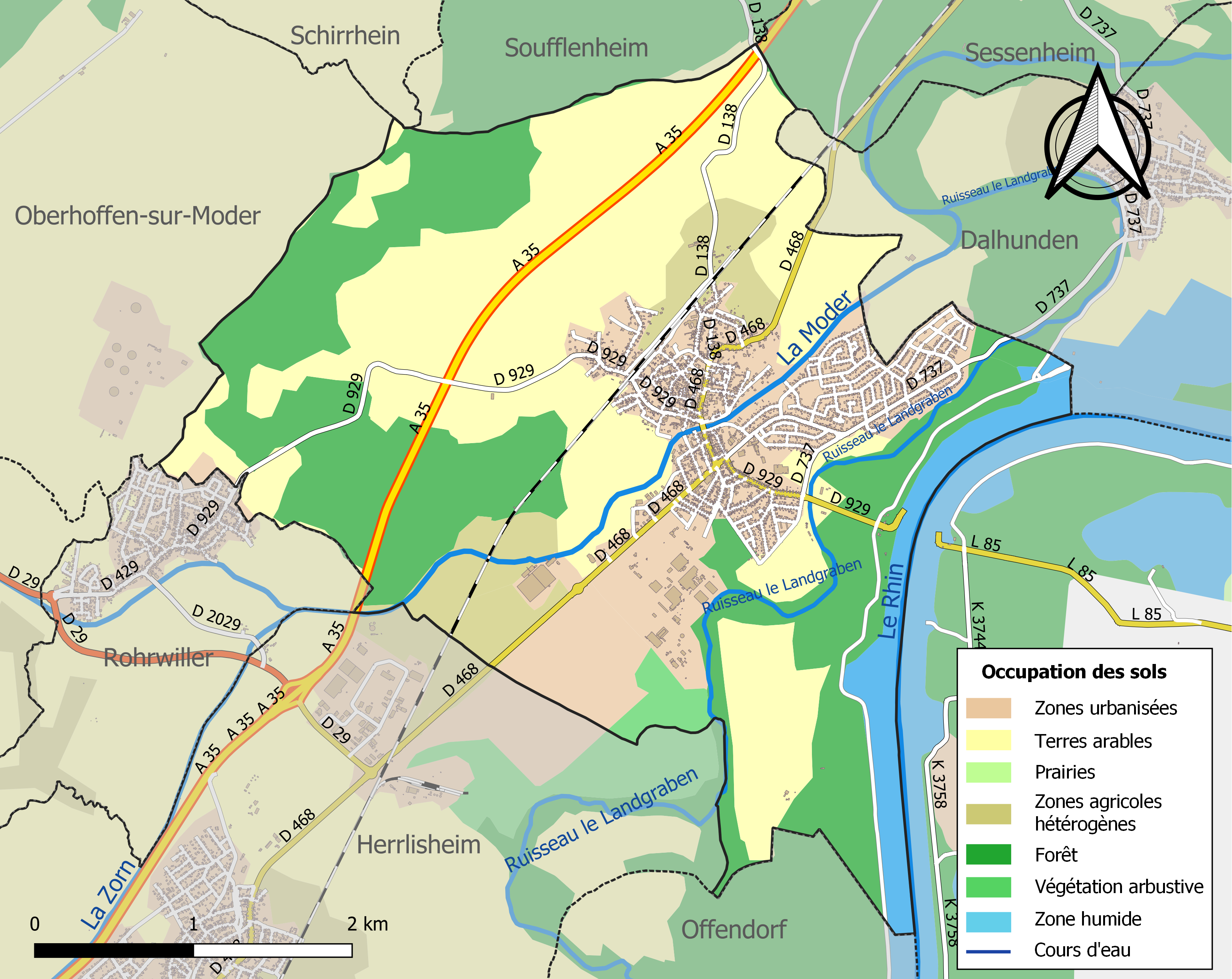
Carte des infrastructures et de l'occupation des sols de la commune en 2018 (CLC).

### Morphologie urbaine

#### Drusenheim centre
Le centre historique, le « village », est principalement constitué de maisons individuelles.
Le noyau originel de la ville se situe principalement autour de l'église. Les maisons d’habitation situées autour de l'église sont implantées à l’alignement, en ordre serré le long des rues qui suivent le tracé d’anciens chemins ruraux.
Après la Seconde Guerre mondiale, le développement urbain de Drusenheim se fait par vagues successives. Le nouveau quartier d'après-guerre (années 1950-60), est créé au sud et à l'ouest de la Moder.

#### Logement
La majorité des biens immobiliers de la ville sont des maisons individuelles (78 %) et des appartements (22 %). 93 % des résidences sont des résidences principales, 1 % des résidences secondaires et 6 % des résidences vacantes.
76 % des résidents sont propriétaires de leurs maisons ou de leurs appartements et 21 % des locataires. Enfin 58 % des habitations ont cinq pièces ou plus.

### Transports
Drusenheim est située sur l'axe ferroviaire Strasbourg - Lauterbourg. Elle est une étape sur la Véloroute Rhin EV 15 (1 320 km) qui relie la source du Rhin, située à Andermatt en Suisse, à son embouchure à Rotterdam.
Drusenheim est reliée par un bac sur le Rhin à la commune de Greffern sur la rive allemande.

## Toponymie
Ancien castel construit par le général romain Claudius Drusus, nommé Drusenburg ou Drusenburghof, le nom « Drusenheim » trouve sa source dans l’expression « Drusus-heim » qui signifie « habitation de Drusus ».

## Histoire

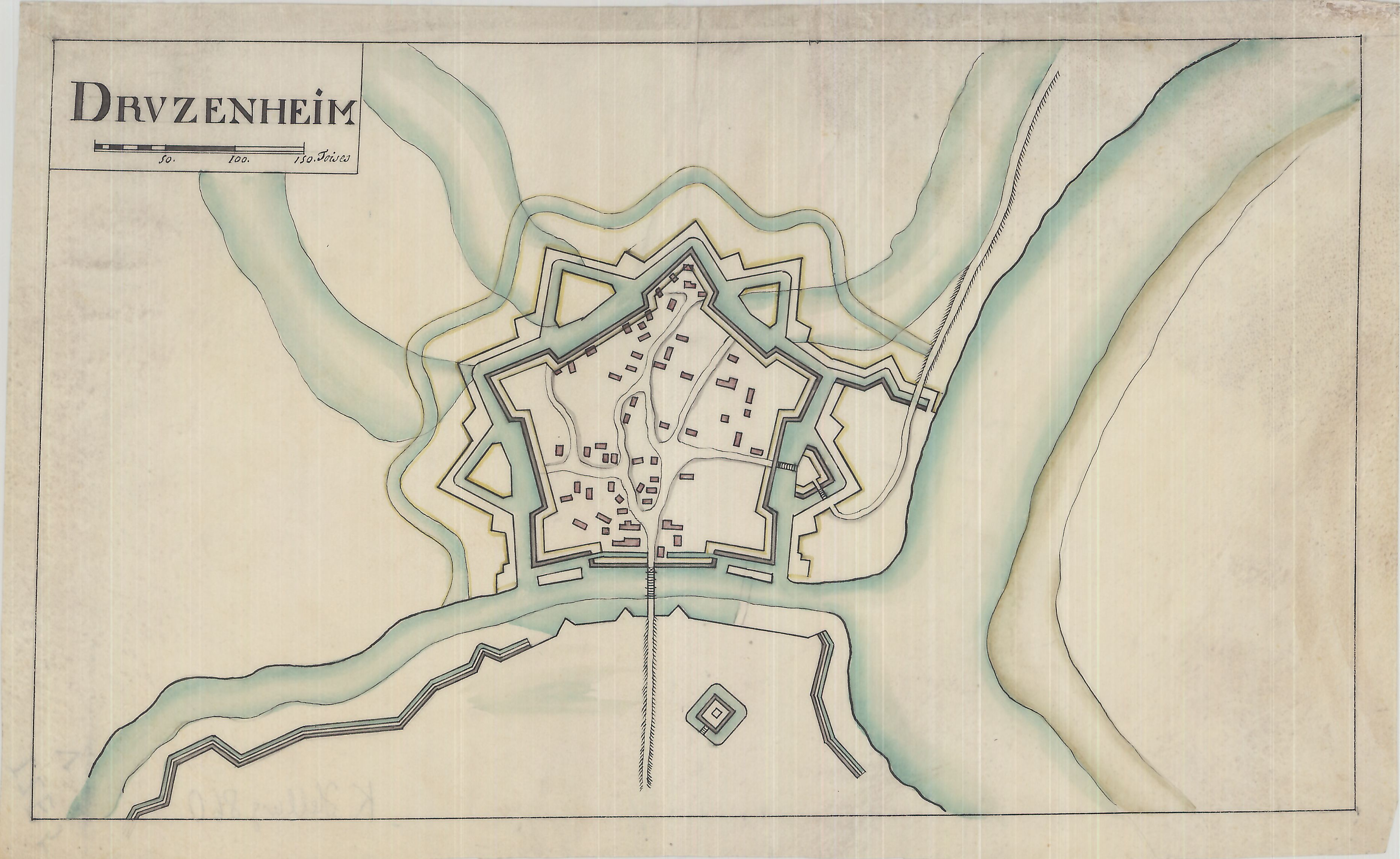
Cité et forts de Drusenheim 1850.

Drusenheim aurait été un des nombreux forts que Drusus, fils de adoptif de l'empereur Auguste et de l'impératrice Livie, construisit le long du Rhin pour arrêter les incursions des Germains.
Ce village figure sur la charte de donation concédée en 758 par le comte Ruthard à l'abbaye de Schwartzach. Celle-ci sut y conserver jusqu'à la Révolution le patronage et la dime, elle y jouissait aussi des droits castrensiens de l'ancien Brughof.
Drusenheim, qui faisait partie dans le comté de Hanau-Lichtenberg du bailliage d'Offendorf, embrassa la Réforme en 1570 et redevint catholique en 1687.

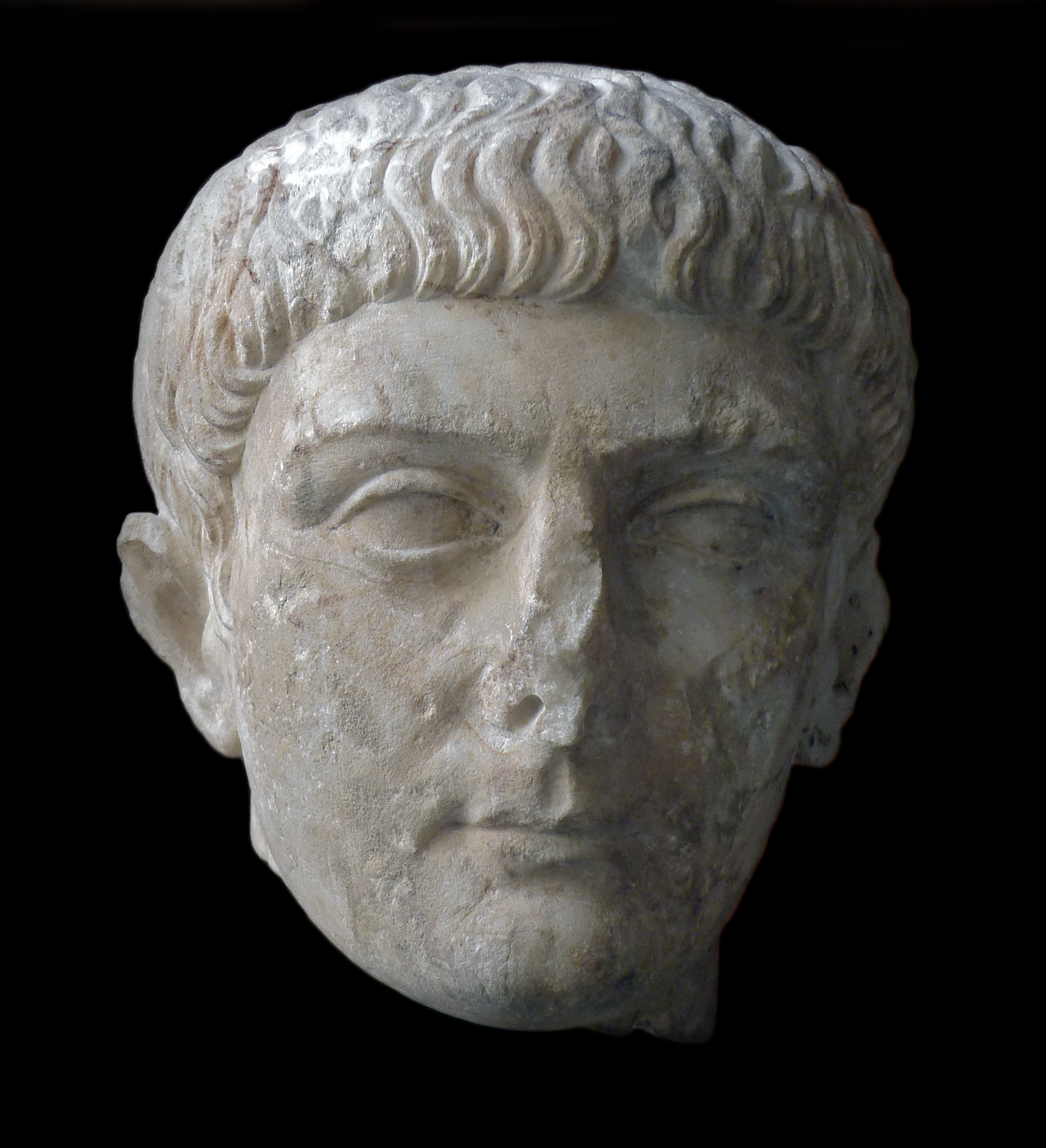
Buste de Nero Claudius Drusus - Musée du Louvre.

### Drusenheim duVIIIesiècleauXVIIesiècle
À partir du VIIIe siècle et durant 600 ans, les habitants de Drusenheim sont sujets de l’abbé de Schwarzach aujourd'hui en Allemagne.
La commune passe ensuite entre les mains de plusieurs seigneurs successifs, dont les comtes de Hanau-Lichtenberg de 1570 à 1736.

### Drusenheim duXVIIesiècleauXVIIIesiècle
Au milieu du XVIIe siècle, l’Alsace devient française. Pour repeupler Drusenheim, vidée par les guerres, les famines et les épidémies, on fait venir des Suisses, des Allemands, des Lorrains.
De nombreux affrontements ont lieu à Drusenheim entre la guerre de Trente ans (1618-1648) et le milieu du XVIIIe siècle. Après cette période chaotique, la paix s’installe enfin, le village se reconstruit et se développe. L’église est agrandie aux alentours de 1780, des industries s’installent.

### Drusenheim duXIXesiècleauXXesiècle
- 1814 : défaite de l'empereur Napoléon Ier, la région est occupée par les troupes russes, autrichiennes et allemandes.

Le XIXe siècle sera celui des révolutions à Drusenheim : révolution démographique (la population triple entre 1805 et 1820), industrielle (création de la filature et de la tuilerie et travaux d’endiguement du Rhin) et militaire (déclassement du poste de Drusenheim). Pas de révolution politique locale, en revanche : seuls quatre maires seront en fonction de 1815 jusqu'à 1900.
- 1870-1871 : guerre franco-allemande et rattachement de l’Alsace à l’Allemagne. C’est donc sous l’uniforme allemand que les soldats drusenheimois se sont battus durant la Première Guerre mondiale. 53 hommes ont perdu la vie sur les champs de bataille.
- 1918 : après la victoire de la France, Alsace et Moselle redeviennent des provinces françaises. Drusenheim prospère, l’industrie se développe, la vie religieuse et associative connaît un nouvel essor.

### Drusenheim pendant la Seconde Guerre mondiale
- 3 septembre 1939 : la Seconde Guerre mondiale est déclarée.
- 31 août 1939 : évacuation des habitants de Drusenheim vers le Limousin, à Saint-Léonard-de-Noblat.
- 21 juin 1940 : capitulation de l’armée française. Les autorités allemandes ordonnent le retour des populations évacuées. Au cours du mois d’août, les Drusenheimois réfugiés à Saint-Léonard sont rapatriés.

### Le retour des Drusenheimois
Le village et les terres sont à l’abandon depuis un an, de nombreuses maisons sont démolies, les granges et habitations ont été pillées. Comme le reste de l’Alsace, Drusenheim subit une campagne de germanisation : les noms de rues français sont changés, les prénoms français sont transformés, les enseignes des commerces démontées, l’allemand devient la langue officielle.
Dès août 1942 : incorporation de force des jeunes hommes (sauf bien sûr ceux qui parviennent à déserter malgré les grands risques pour eux et leur famille). Juin 1944 : libération de la Normandie et de Paris. Drusenheim devra attendre le début 1945.

### La première libération de Drusenheim
Une première libération de la ville a lieu le 12 décembre 1944, par les forces américaines. Les Allemands s'étant retirés sans combattre, le village fut donc relativement épargné. Le 5 janvier 1945, une contre-attaque nazie est lancée, sous le nom de code « Nordwind ». Les premières victimes civiles tombent le jour même, touchées par l’artillerie allemande. Le 20 janvier 1945, l’armée US se retire au Barrwald et commence à bombarder le village. Les dégâts les plus importants sont situés autour de l’église, dont le clocher constituait un point d’observation privilégié des Allemands. La population vit un véritable calvaire durant les deux mois qui suivent, subissant la faim, le froid, les bombes, l’artillerie, les combats de rue.

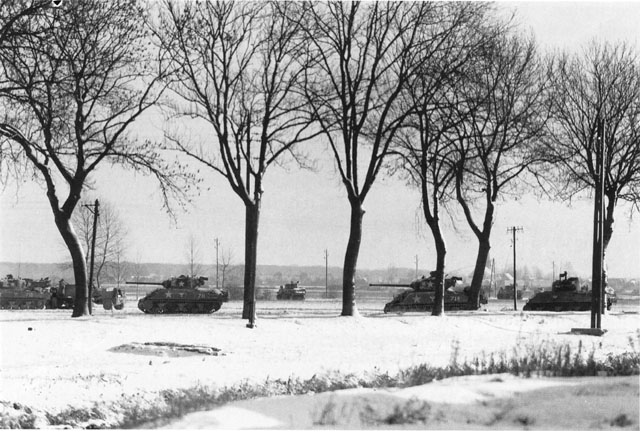
Colonne de chars américains sur la route menant de Rohrwiller à Drusenheim.

- Soldats américains au niveau du pont de la Moder devant la Villa Wenger

### Drusenheim enfin libre
17 mars 1945 : les Allemands quittent Drusenheim. Quatre jeunes gens rassemblent alors leur courage pour aller prévenir, à travers les champs de mines, les troupes alliées stationnées à proximité. Le village est libéré par trois régiments, dont le 9e régiment des zouaves d’Alger, commandé par l’adjudant-chef Pradeau, originaire de Saint-Léonard-de-Noblat.
Au cours de ce premier trimestre 1945, une cinquantaine de victimes civiles sont décédées à Drusenheim. 74 soldats, enrôlés sous l’uniforme allemand ou français, sont tombés au combat. Les dégâts matériels sont très importants, le village est détruit à 85 %. La ville se verra d’ailleurs attribuer la Croix de guerre avec étoile de vermeil en 1948.

### Un essor rapide
Depuis la fin de la Seconde Guerre mondiale, le village de Drusenheim est devenu une ville. La population a plus que doublé en 50 ans pour dépasser aujourd'hui les 5 000 habitants.
Des industries pourvoyeuses d’emplois se sont installées (notamment l'entreprise américaine Corteva qui est le plus grand employeur privé de la ville), des lotissements ont été construits pour accueillir de nouveaux habitants. Des infrastructures de qualité, rarement visibles dans une ville de 5 000 habitants, ont été créées : piscine été-hiver, pistes cyclables, gymnase intercommunal, l'espace de loisirs Le Gabion, les Jardins de l’Altwasser et le Pôle culturel. Des travaux d’urbanisme, d’assainissement, de rénovation routière ont également créé un cadre de vie agréable et sûr. Enfin, le fleurissement de la commune a été couronné en 2007 par l'attribution de la 4e fleur au concours national des Villes et Villages Fleuris.

## Politique et administration

### Tendances politiques et résultats
- Maire sortant : Jacky Keller (LR)
- 29 sièges à pourvoir au conseil municipal (population légale 2017 : 5 154 habitants)
- 6 sièges à pourvoir au conseil communautaire (CC du Pays Rhénan)

### Liste des maires
Le maire actuel de Drusenheim est Jacky Keller depuis le 11 mars 2001. Il succède à Pierre Schott qui était en fonction de 1965 à 2001. Lors de l'élection de 2001 il est la seule liste présente et remporte donc les élections avec 100 % des voix. Lors des élections de 2008 sa liste obtient 71 % des voix. En 2014 il est réélu pour un troisième mandat consécutif avec près de 51 % des suffrages. En 2020 il est réélu pour un quatrième mandat avec 100 % des voix ayant été l'unique liste a se présenter.

### Jumelages
- Saint-Léonard-de-Noblat (France), (Haute-Vienne).
- Schifflange, Luxembourg.

## Population et société

### Démographie
L'évolution du nombre d'habitants est connue à travers les recensements de la population effectués dans la commune depuis 1793. Pour les communes de moins de 10 000 habitants, une enquête de recensement portant sur toute la population est réalisée tous les cinq ans, les populations de référence des années intermédiaires étant quant à elles estimées par interpolation ou extrapolation. Pour la commune, le premier recensement exhaustif entrant dans le cadre du nouveau dispositif a été réalisé en 2004.

En 2022, la commune comptait 5 357 habitants, en évolution de +5,1 % par rapport à 2016 (Bas-Rhin : +3,17 %, France hors Mayotte : +2,11 %).
| 1793 | 1800 | 1806 | 1821  | 1831  | 1836  | 1841  | 1846  | 1851  |
| ---- | ---- | ---- | ----- | ----- | ----- | ----- | ----- | ----- |
| 850  | 528  | 898  | 1 511 | 1 572 | 1 666 | 1 616 | 1 720 | 1 848 |

| 1856  | 1861  | 1866  | 1871  | 1875  | 1880  | 1885  | 1890  | 1895  |
| ----- | ----- | ----- | ----- | ----- | ----- | ----- | ----- | ----- |
| 1 562 | 1 606 | 1 723 | 1 649 | 1 703 | 1 616 | 1 687 | 1 603 | 1 625 |

| 1900  | 1905  | 1910  | 1921  | 1926  | 1931  | 1936  | 1946  | 1954  |
| ----- | ----- | ----- | ----- | ----- | ----- | ----- | ----- | ----- |
| 1 711 | 1 868 | 1 946 | 1 993 | 2 100 | 2 298 | 2 405 | 2 060 | 2 454 |

| 1962  | 1968  | 1975  | 1982  | 1990  | 1999  | 2004  | 2006  | 2009  |
| ----- | ----- | ----- | ----- | ----- | ----- | ----- | ----- | ----- |
| 2 907 | 3 335 | 3 827 | 4 309 | 4 363 | 4 723 | 4 921 | 5 046 | 4 990 |

| 2014  | 2019  | 2022  | - | - | - | - | - | - |
| ----- | ----- | ----- | - | - | - | - | - | - |
| 5 092 | 5 268 | 5 357 | - | - | - | - | - | - |

Le 14 décembre 1819, Drusenheim comptait 1 495 âmes. La famille la plus présente alors est la famille Gabel, qui est présente dans 17 foyers du village. La première mention de la famille Gabel remonte à 1650. Une autre famille, les Eichler sont présents depuis 1675. D'autres familles sont encore plus anciennes tels que les Klein, Benninger, Kormann, Hoch, Gumbel, Schwoob, Gless (1600), Arbogast (1600) ou Veith sont aussi présentes depuis le XVIIe siècle dans le village.

### Manifestations culturelles et festivités
- Fin du mois de septembre : messti du village.

### Associations et organisations
Drusenheim comporte de nombreuses associations sportives, qui animent depuis longtemps la vie communale, permettant la pratique du football, du basket ou encore du tennis.

#### L'orchestre d'harmonie
Constitué d’une cinquantaine de musiciens, l'orchestre d'harmonie regroupe les instruments de la famille des bois, des cuivres et des percussions. Les musiciens sont pour la plupart issus de l'école de musique.

## Économie
Drusenheim est le siège de nombreuses usines industrielles notamment les entreprises Dow agro science, Corteva ou les métiers de l'artisanat tels que des menuisiers ou des concessionnaires automobiles. La société Caddie a eu son siège à Drusenheim jusqu'en 2020.
A partir de 2020 une ZAE (zone d'activité économique) nommée Axioparc se développe sur le site de l'ancienne raffinerie à l'entrée de la ville. Plusieurs entreprises françaises et allemandes s'y installent notamment la société Bauder qui conçoit des étanchéités pour toiture.

### Fiscalité et revenus
En 2023 il y avait 2938 foyers fiscaux à Drusenheim sur une population d'environ 5 333 habitants et 1570 foyers fiscaux sont imposés.
En 2023, le revenu fiscal de référence par ménage était de 32 622 €. Le niveau de vie médian de la ville est plus élevé que le niveau de vie médian du reste de la France qui est de 31 077 €.
Le montant moyen d'impôts locaux par foyer fiscal s'élève à 3 069 € (6 272 250 € au total collecté par la commune en 2021).

## Culture locale et patrimoine

### Lieux et monuments
- L'église Saint-Mathieu (saint patron de Drusenheim), construite en 1839.
- La mairie, construite en 1822. Il s'agit du plus vieux bâtiment de Drusenheim encore en activité.
- Le Pôle culturel qui s’étend sur trois niveaux et deux demi-niveaux, offrant 2 600 m2 d'installations modernes dans une architecture épurée. Le Pôle culturel abrite le Musée PASO et est le siège de la musique municipale Alsatia.
- Les rives du Rhin, lieu touristique et de détente.
- La Villa Wenger, siège de la communauté de communes de l'espace rhénan de 2013 à 2024.
- La gare, construite et mise en service en 1876.
- La forêt de Drusenheim, classée au biotope.

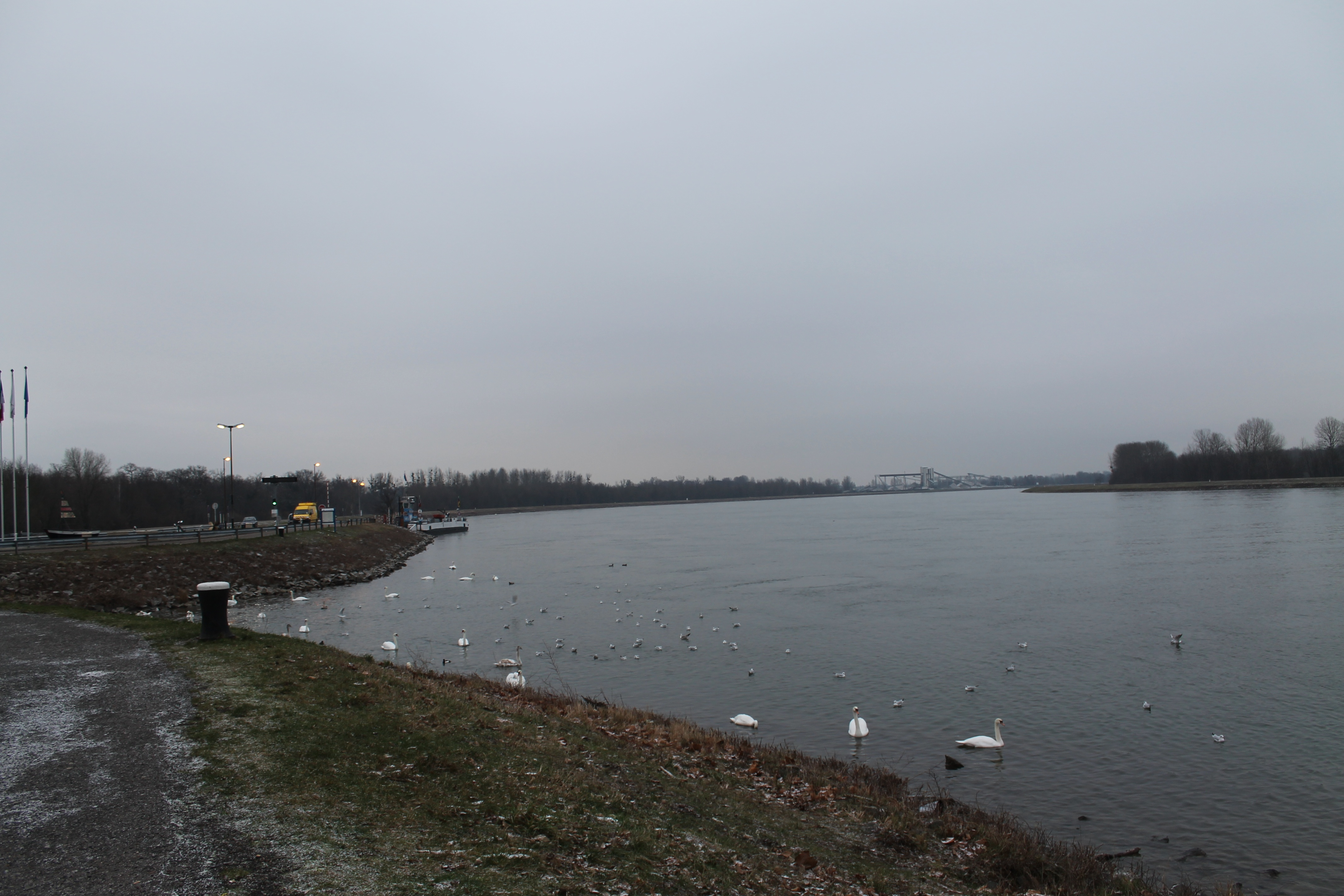
Les rives du Rhin.

### Personnalités liées à la commune
- Drusus, général romain et consul, fils de l'empereur Auguste et de l'impératrice Livie, fondateur de Drusenheim.
- Vauban, architecte militaire qui fit fortifier Drusenheim au XVIIe siècle.
- Jacques de Lichtenberg, comte de Lichtenberg et seigneur de Drusenheim au XVe siècle.
- Roland Wagner (1955), ancien international de football, né à Drusenheim.
- Cyrille Schott (1950), préfet, né à Drusenheim.
- Jacques Gachot (1885-1954), artiste-peintre, dessinateur alsacien, membre du célèbre Groupe de Mai[34].

### Héraldique
| Blason de Drusenheim | Blason  | Parti : au premier coupé au I d'or aux trois chevrons de gueules et au II d'azur au lion couronné d'or lampassé de gueules, au second d'or au globe d'azur cerclé et croiseté du champ. |
| Blason de Drusenheim | Détails | |